# Bistrica (Zenica)
Bistrica es un pueblo ubicado en el territorio de Zenica, en el cantón de Zenica-Doboj, Bosnia y Herzegovina.

## Superficie
Posee una superficie de 4,49 kilómetros cuadrados.

## Demografía
Hasta 2013 la población era de 585 habitantes, con una densidad de población de 130,3 habitantes por kilómetro cuadrado.